# Árstabilitás
Az árstabilitás közgazdasági fogalom, az árak változatlanságát, vagy leggyakrabban lassú ütemű növekedését jelenti. Védelme a központi bankok fő feladata. Az utóbbi évtizedekben azért alakult ki a központi bankok függetlenségének követelménye a fejlett és a feltörekvő gazdaságokban, hogy legyen olyan intézmény, amely más gazdaságpolitikai céloktól függetlenül biztosíthatja az árstabilitást.
Az árstabilitás azért fontos, mert a szintjénél magasabb infláció a nemzetközileg elfogadott közgazdasági elmélet szerint kárt okoz a gazdaságnak, pluszköltségeket okoz a gazdaság szereplőinek, torzítja az adórendszert, a számvitelt és a kereslet–kínálati viszonyokat, növeli a nominális kamatokat a gazdaságban és bizonytalanságot okoz a jövedelmek újraelosztásában.
Az árstabilitáshoz tartozó inflációs szint nem állapítható meg általános érvénnyel. Szintjét egy-egy központi bank ellenőrzési körében (ami lehet egy nemzetgazdaság, vagy valutaunió, mint az euróövezet) általában a gazdaságpolitikai döntéshozókkal egyeztetve határozza meg a bank, s aztán a monetáris politika eszközeivel védelmezi.

## Az árstabilitási szint általában
„Az árstabilitást általában egy alacsony, de nem zérus inflációs szintben határozzák meg, amit a lefelé irányuló nominális merevségek, a defláció veszélye, a pozitív nominális kamat szükségessége és a fogyasztóiár-indexben lévő statisztikai mérési hibák magyaráznak. E megfontolások alapján a fejlett országokban jellemzően 2–2,5% körül definiálják az árstabilitást, az Európai Központi Bank pedig »2% alatti de ahhoz közeli« értékben határozza meg” – írja honlapján a Magyar Nemzeti Bank. 

## Az árstabilitás Magyarországon
A magyar jegybanktörvény szerint: „Az MNB elsődleges célja az árstabilitás elérése és fenntartása. Az MNB elsődleges céljának veszélyeztetése nélkül, a rendelkezésre álló monetáris politikai eszközökkel támogatja a Kormány gazdaságpolitikáját.”
Az MNB közgazdászainak legfrissebb számításai szerint  az árstabilitási szint Magyarországon hosszú távon 2,3–3,2% között határozható meg, ami magasabb, mint az eurózóna árstabilitási szintje, mivel a magyar gazdaság felzárkózási folyamatai magasabb árnövekedést tartanak fenn.
Ezekkel a számításokkal összhangban a kormány és az MNB 2005-ben 3%-os átlagos áremelkedésben határozta meg az ország és az MNB középtávú inflációs célját, mely 2007-től érvényes.